# Józef Pawłowski (generał)
Józef Pawłowski – generał major rosyjskiej piechoty. W 1917 skierowany do I Korpusu Polskiego na Wschodzie (w Rosji), na stanowisko dowódcy Brygady Zapasowej. W wyniku braku dyscypliny i zdecydowania podległy mu pułk białogrodzki zbuntował się i zdezerterował do bolszewików. Odsunięty od dowodzenia opuścił Korpus.  